# Glyn Charles
Glyn Roderick Charles (Winchester, 4 de septiembre de 1965-Estrecho de Bass, 28 de diciembre de 1998) fue un deportista británico que compitió en vela en la clase Laser. Ganó una medalla de bronce en el Campeonato Europeo de Laser de 1986.

## Palmarés internacional
| \| Campeonato Europeo \| Campeonato Europeo \| Campeonato Europeo \| Campeonato Europeo \| \| Año \| Lugar \| Medalla \| Clase \| \| ------------------ \| ------------------ \| ------------------ \| ------------------ \| \| 1986 \| Morges (Suiza) \| Medalla de bronce \| Laser \| |                |                   |       |
| Campeonato Europeo |                |                   |       |
| Año | Lugar          | Medalla           | Clase |
| 1986 | Morges (Suiza) | Medalla de bronce | Laser |